# Río Gan
El río Gan  (en chino, 赣江; pinyin, Gàn Jiāng, gan, Kōm-kong) es un río que discurre por la provincia de Jiangxi de la República Popular China. Se trata de un afluente del curso inferior del río Yangtsé. Tiene una longitud de 751 kilómetros (991 con las cabeceras) y drena una cuenca de unos 83 500 km², mayor que países como República Checa, Panamá o Serbia.

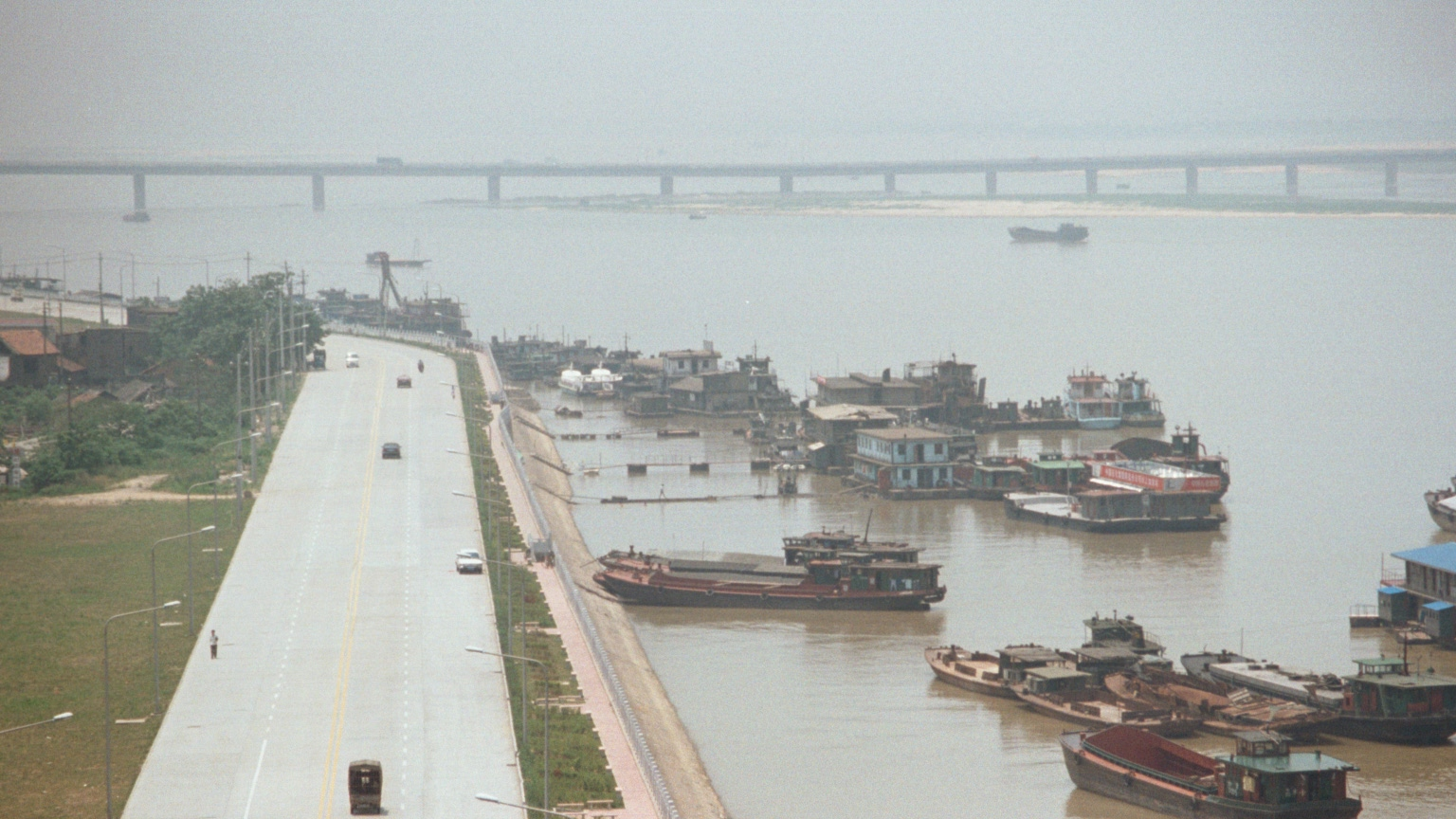
Vista de Nanchang, a orillas del lago Poyang

Discurre en general en dirección norte a través de Jiangxi hasta desembocar en el lago Poyang (3.585 km²), un lago que desagua en el río Yangtsé. Es la principal arteria de la ciudad de Nanchang, la capital de la provincia de Jiangxi, localizada en la margen occidental del lago Poyang.
Su principal tributario es el río Xin (信江), además de los ríos Xiang, Lian Jiang, Meijiang, Jiang Ping y Jiang Tao.